# 封怀木属
封怀木属（学名：Fenghwaia）是鼠李科下的一个属。本属以著名植物分类学家、对中国现代植物园的创立和发展作出重要贡献的陈封怀（Chen Fenghwai, 1900~1993）的名字命名。本属为中国特有的单种属植物。

## 下属物种
本属包括以下物种：
- Fenghwaia gardeniocarpa G.T.Wang & R.J.Wang, 2021